# Алоїс Естерманн
Алоїс Естерманн (нім. Alois Estermann; 29 жовтня 1954 — 4 травня 1998) — командир папської швейцарської гвардії. Убитий у Ватикані лише за кілька годин після призначення.

## Біографія
Алоїс Естерманн народився 29 жовтня 1954 року в Гунцвілі (кантон Люцерн, Швейцарія) у селянській сім'ї. У Римі Алоїс вивчив чотири іноземні мови. Був одружений з венесуелкою Гледіс Ромеро (італ. Gladys Meza Romero).
13 травня 1981 року, під час замаху на Іоанна Павла II на площі Святого Петра, гвардієць Естерманн був серед перших, хто спробував затулити собою понтифіка.
4 травня 1998 року Естерман призначений на посаду командувача швейцарської гвардії, змінивши 30-го командира Роланда Бухса. Того ж дня ввечері Естерман з дружиною були знайдені у своїх апартаментах застреленими. На похороні був присутній сам Іван Павло II.

## Вбивство
4 травня 1998 року близько 9-ї години вечора в апартаментах Естерманна було знайдено три мертвих тіла. Першою було виявлено дружину Алоїса, яка отримала кульове поранення. У вітальні були знайдені тіла самого Естерманна, який отримав два поранення, і 23-річного капрала гвардійців Седріка Торнея, поряд з тілом якого було знайдено рушницю.
Знайдена зброя дала підставу припустити, що Торней застрелив командира та його дружину, після чого наклав на себе руки. Мотивом було названо те, що капрал не виявив свого імені у списках, представлених до нагороди. Церемонія повинна була пройти в Гвардійський день, 6 травня, на честь порятунку гвардійцями папи Климента VII під час захоплення та розграбування Риму військами імператора Священної Римської імперії Карла V (6 травня 1527). Оскільки ж викреслити його міг лише командир, Седрик вирішив поквитатися з Естерманном, який всього кількома годинами раніше вступив на посаду.
Згідно з офіційною версією, причиною інциденту став напад божевілля.